# Tomáš Hučko
Tomáš Hučko (* 3. října 1985, Šaľa) je slovenský fotbalový záložník, od července 2013 hráč klubu MŠK Žilina. Od srpna 2016 hostuje v FC Baník Ostrava.

## Klubová kariéra
Svoji fotbalovou kariéru začal v FK Slovan Duslo Šaľa. V letech 2006–2013 oblékal dres FK Dukla Banská Bystrica, odehrál zde 179 ligových utkání a vstřelil 13 branek. V sezóně 2012/13 se dostal do nejlepší jedenáctky ligy.
V červenci 2013 přestoupil do MŠK Žilina. V srpnu 2016 odešel na hostování do druholigového českého klubu FC Baník Ostrava.

## Odkazy

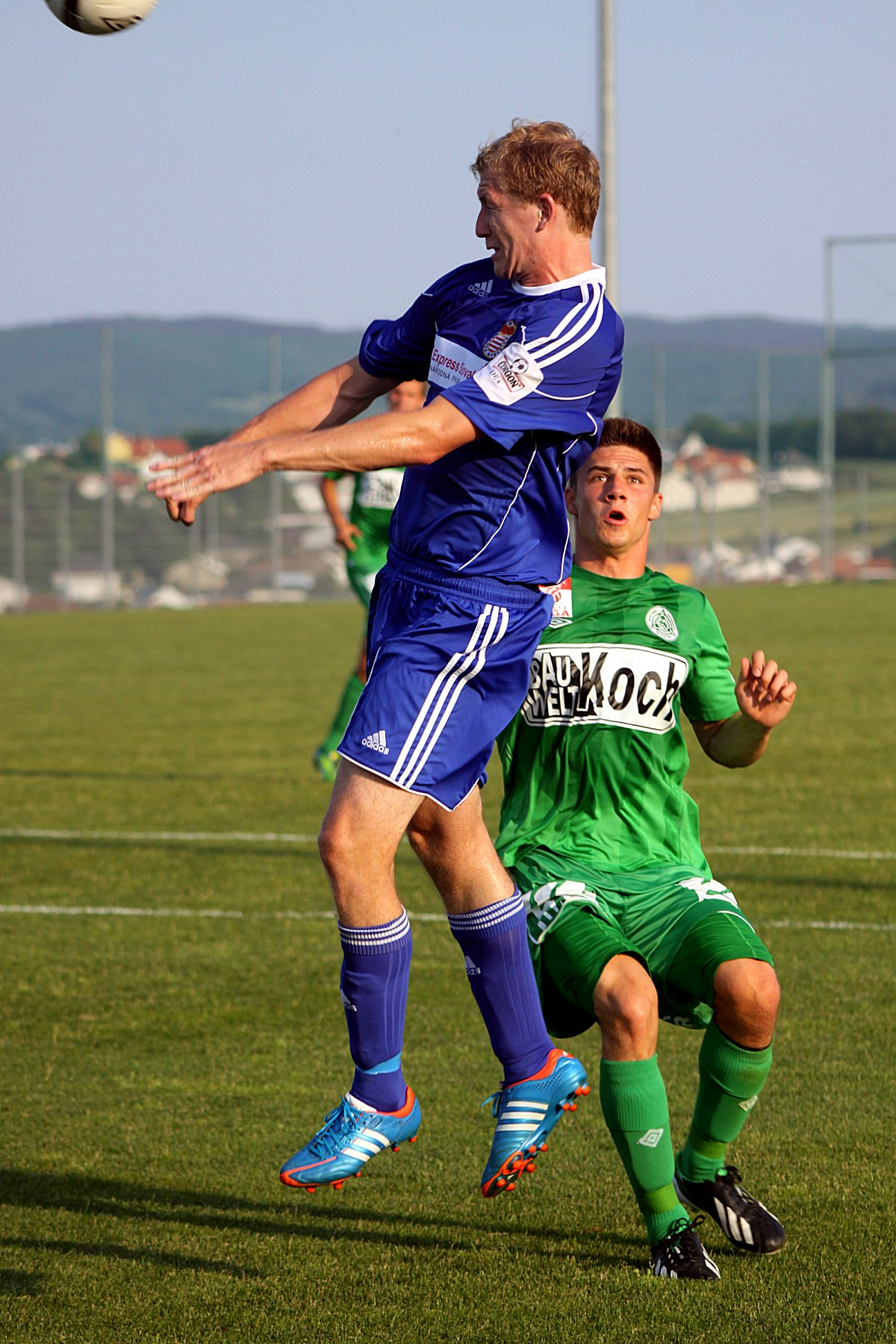
Tomáš Hučko (ve výskoku)